# Spichlerz Arka Noego
Spichlerz Arka Noego – spichlerz na Wyspie Spichrzów w Gdańsku przy ul. Żytniej 21. Został zbudowany w 1660 roku. Od 1959 roku obiekt widnieje w rejestrze zabytków, znajduje się w stanie całkowitej ruiny. Sąsiaduje ze spichrzem Kuźnia.